# Hillia panamensis
Hillia panamensis är en måreväxtart som beskrevs av Paul Carpenter Standley. Hillia panamensis ingår i släktet Hillia och familjen måreväxter. Inga underarter finns listade i Catalogue of Life.